# Orange Creek
Orange Creek è un piccolo fiume che scorre nel centro-nord e nel nordest della Florida e che nasce dall'omonimo lago per sfociare, dopo un percorso di 32 km, nel fiume Oklawaha. Le sorgenti di Orange Springs, di proprietà privata, forniscono parte del volume di acqua. 

## Descrizione
Parte del bacino di drenaggio dell'Ocklawaha, l'Orange Creek nasce dal lato sud del Lago Orange nel sudest della Contea di Alachua. Esso scorre generalmente verso est per circa 32 km, formando il confine tra le contee di Marion e di Putnam, prima di affluire nel fiume Ocklawaha vicino a Orange Springs. Il deflusso del fiume entra nell'Oklawaha vicino a Orange Ferry, lungo il tratto di fiume dove l'Ocklawaha è sbarrato per formare il bacino di Rodman, parte dell'abbandonato Canale Barge; il fiume era considerato una significativa fonte d'acqua per il bacino, fornendo per 20 anni una portata media di 5,3 m3/secondo nel 1973. Il record della portata a quei tempi era stato di 61 m3/secondo. Il fiume è navigabile con canoe per tutta la sua lunghezza, ed è noto per la pesca del persico trota e di altri pesci da pesca sportiva.

## Bacino dell'Orange Creek
L'Orange Creek riceve il deflusso superficiale da un'area di 1330 km2. L'acqua dal lago Lochloosa scorre nel lago Orange attraverso il Cross Creek e direttamente nell'Orange Creek dove lascia il lago Orange. Il lago Lochloosa è alimentato dal Lochloosa Creek, che nasce nel nord della Contea di Alachua. Il lago Orange riceve le acque del lago Newnans attraverso il Prairie Creek, il Canale di Camp e il fiume Styx. Hatchett Creek, Little Hatchett Creek e il lago Forest Creek, che si trova nel nord della Contea di Alachua, sfociano nel Newnans Lake. L'insieme delle aree forniscono il deflusso verso il lago Lochloosa e il lago Orange è di 840 km2.
Prairie Creek, il principale emissario del lago Newnans, originalmente scorreva nella Prateria Paynes. La famiglia dei Camp, che era proprietaria della Prateria Paynes e vi gestiva un allevamento di bovini, voleva irrigarla per migliorarne il pascolo. Dopo che pesanti piogge avevano inondato la prateria nel 1927, i Camp iniziarono dei progetti per ridurre l'eccesso di acqua sulla prateria, che comprendevano la deviazione del Prairie Creek nel fiume Styx, che scorre entrando nel lago Orange.

## Drenaggio interno
A ovest del bacino di Orange Creek, nella Contea di Alachua, c'è un'area di drenaggio interno con deflusso sottosuperficiale (Bacino endoreico). Il distretto di St. Johns River Water Management comprende quest'area nel bacino di Orange Creek. La Prateria Paynes di 85 km2 drena nell'Alachua Sink. Un numero di sorgenti di piccoli corsi d'acqua nella Contea di Alachua scorre nella Prateria di Paynes, in altre doline carsiche, o in paludi che non hanno un'uscita in superficie. Tra queste sorgenti e torrenti vi sono i Blues Creek, Boulware Spring, Cellon Creek, Glen Spring, Hogtown Creek, Mill Creek, Possum Creek, Sweetwater Branch, Tumblin Creek (un tributario di Bivens Arm) e Turkey Creek. Il Lago Alice, che riceve il deflusso da circa il 60% del 'campus principale dell'Università della Florida, non ha sbocchi di superficie, con infiltrazioni del terreno che storicamente impediscono al lago di straripare.

## Tributari
Un tributario, Little Orange Creek, si congiunge da nord a poche miglia sopra l'estuario del creek. Negli anni di fine 1800 numerosi mulini si trovavano lungo il Little Orange Creek.

## Controversie
Una disputa tra Alachua, la contea di Marion e quella di Putnam sorse negli anni 1960 su dove stesse la linea di confine rispetto al corso del fiume. Una diga sbarra il lago Orange alla sua uscita nell'emissario; essa fu l'origine della controversia verso la fine degli anni 1980, con qualcuno che ne richiese la rimozione.